# Evan Roos
Evan Roos (geboren am 21. Januar 2000) ist ein südafrikanischer Rugby-Union-Spieler, der für Western Province im Currie Cup und die Stormers in der United Rugby Championship spielt. Er kann die Positionen Flügelstürmer (Flanker), Nummer Acht (Number eight) oder Zweite-Reihe-Stürmer (Lock) spielen.

## Karriere
Roos wurde 2018 in den Kader der südafrikanischen Schulmannschaft berufen und kam in der U19-Länderspielserie 2018 dreimal zum Einsatz, wobei er im Spiel gegen Frankreich einen Versuch (Try) erzielte.
Im August 2019 gab Roos sein Currie-Cup-Debüt für die Sharks, als er in der fünften Runde der Saison 2019 im Spiel gegen die Free State Cheetahs eingewechselt wurde.
Sein Debüt für die Springboks gab Roos am 9. Juli 2022 gegen Wales und als Nummer Acht. Er ist der 924. Springbok.